# Peromyscus sagax
Peromyscus sagax là một loài động vật có vú trong họ Cricetidae, bộ Gặm nhấm. Loài này được Elliot mô tả năm 1903.